# Alfons
 For alternative betydninger, se Alfons (prostitution).
Alfons er et drengenavn.
Blandt børn er Alfons nok mest kendt fra bøgerne og tegnefilmsserien om Alfons Åberg.
Blandt voksne vægtes ordet oftere mod kriminelle bagmænd i slangbetydningen ruffer i prostitutionsmiljøet, en brug, som er lånt i 1890'erne fra fr. alphonse efter titlen på et skuespil af Dumas fils: "Monsieur Alphonse". Denne betydning kan være medvirkende til at der pr. 1. januar 2013 kun er registreret 9 personer med navnet i Danmark.